# Commandement des opérations spéciales (Espagne)
Le Commandement des opérations spéciales (Mando de Operaciones Especiales) est l'unité de commandement chargée des opérations spéciales dans l'armée espagnole. Elle dirige directement les Groupes des opérations spéciales (« Valencia » III, « Tercio del Ampurdán » IV et « Maderal Oleaga » XIX).

## Description
Cette unité de commandement, stationnée à Alicante, est dirigée par un général de division.

## Matériel

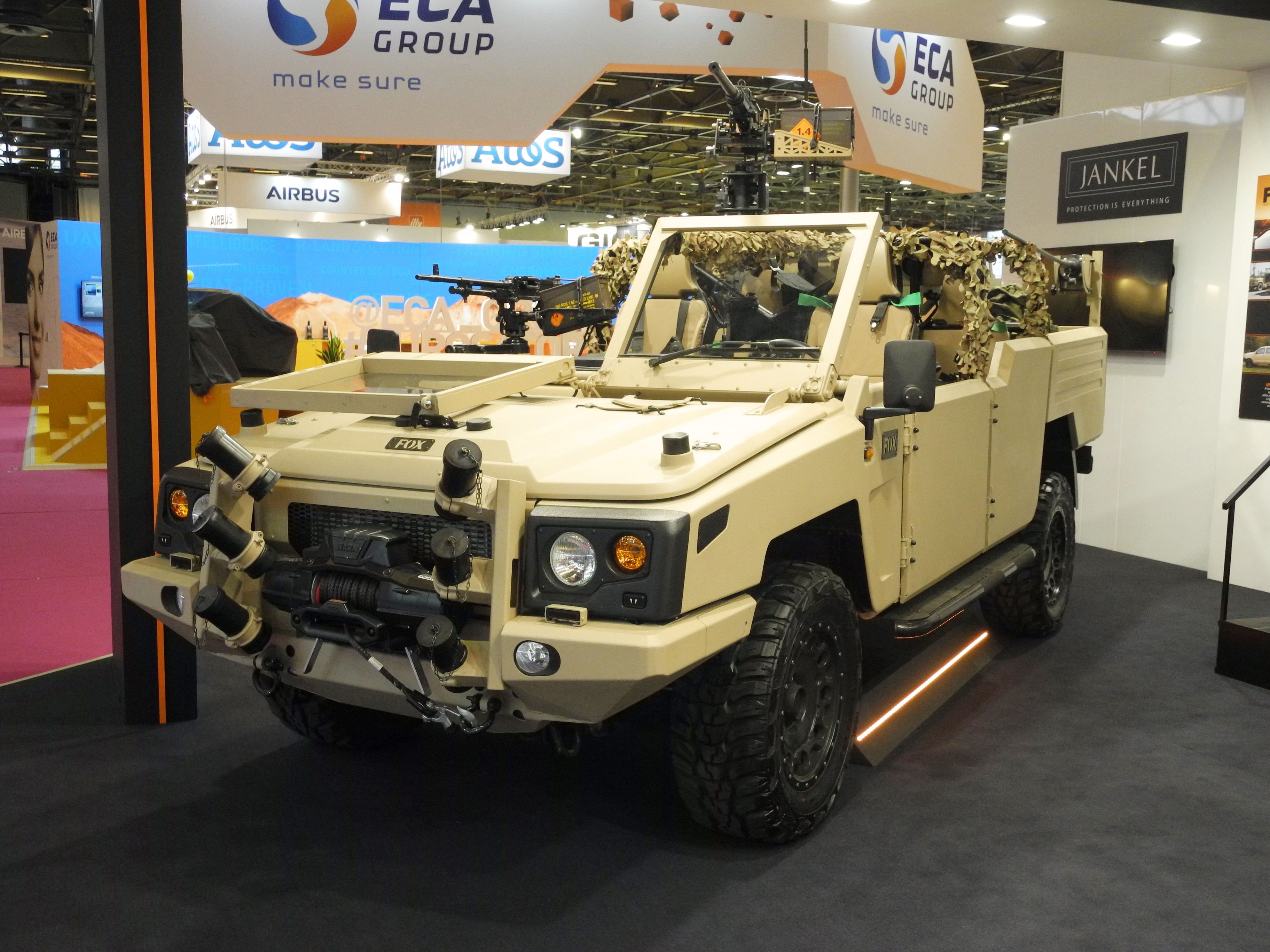
Véhicule Jankel Fox

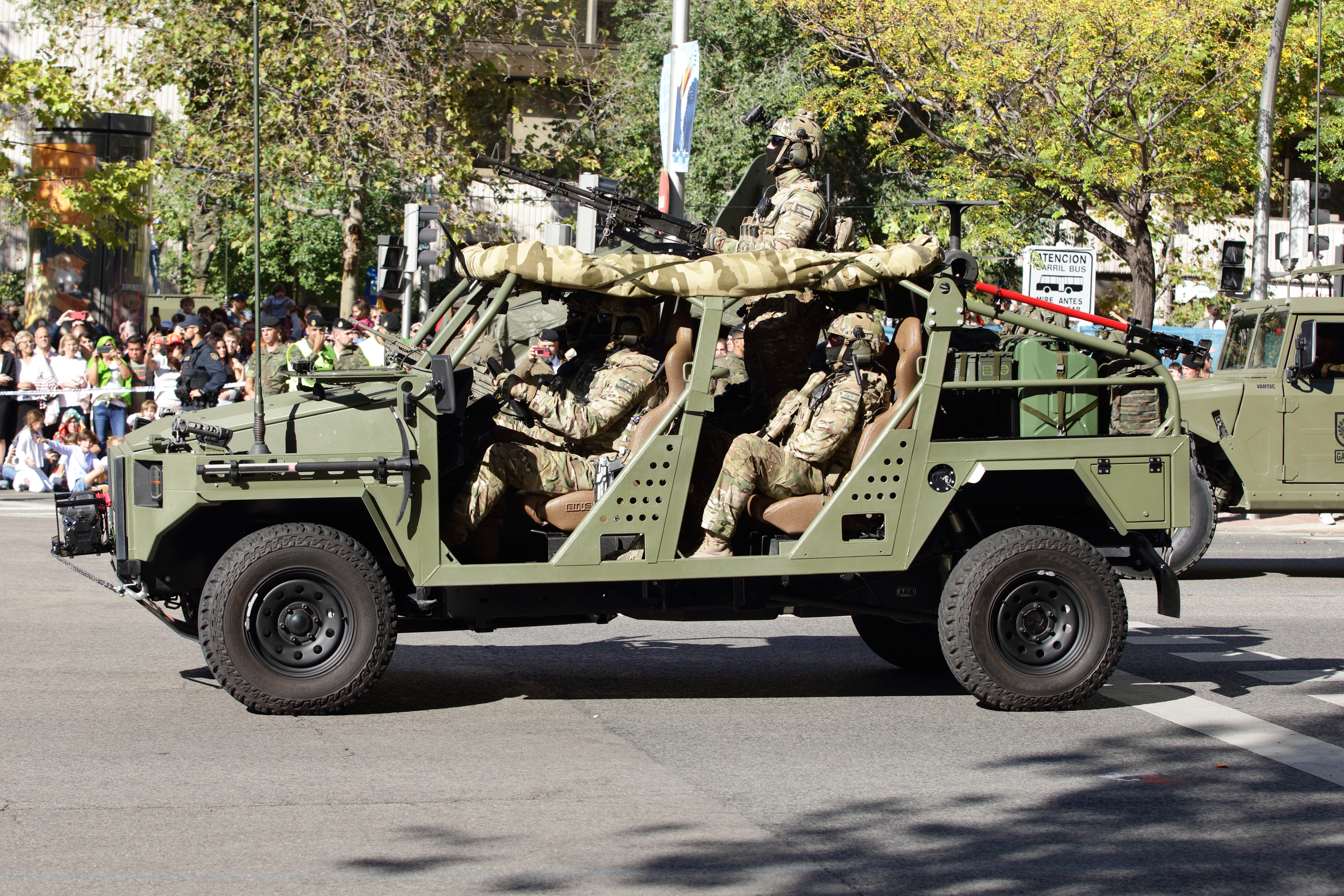
Véhicule Neton

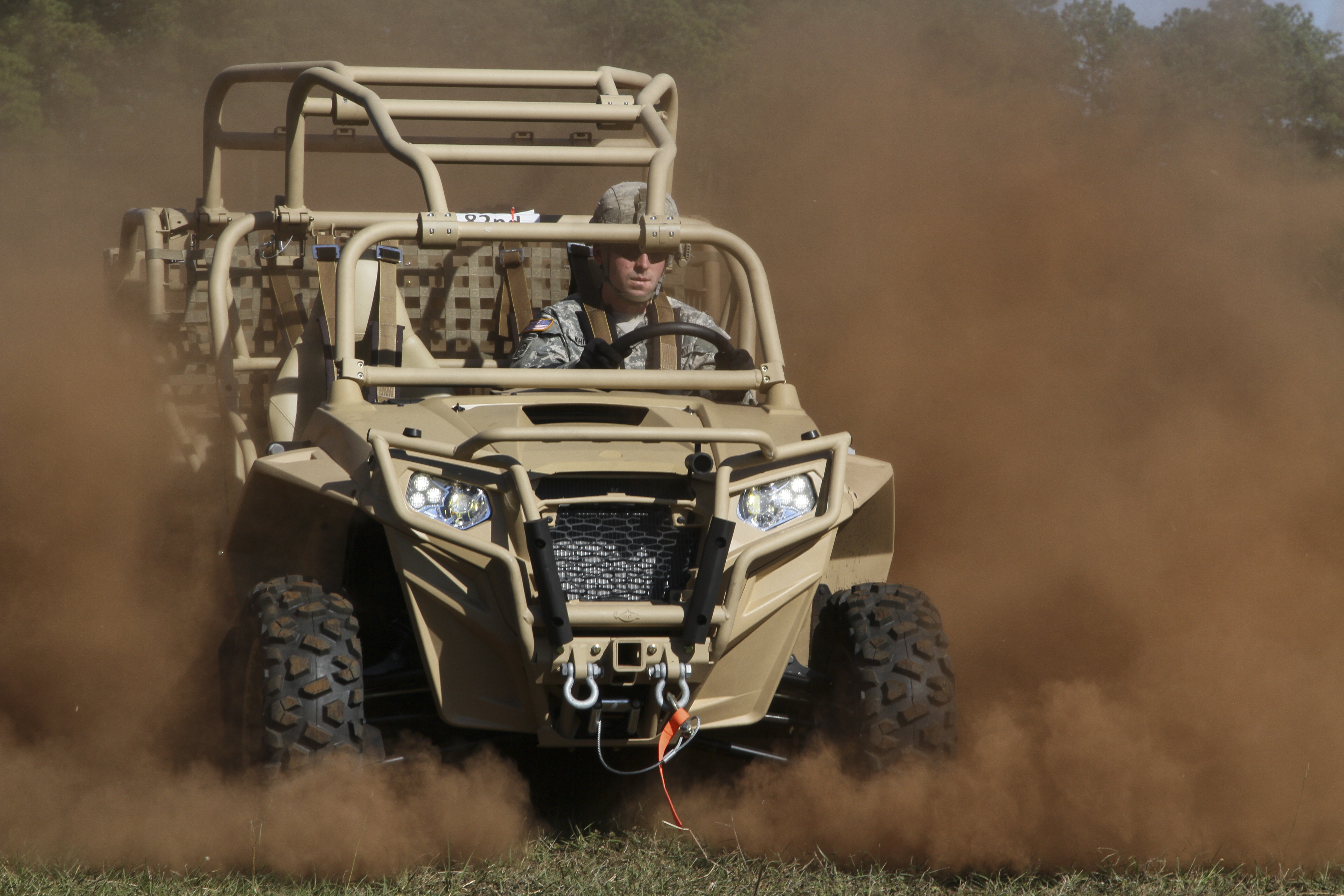
Véhicule Polaris MRZR

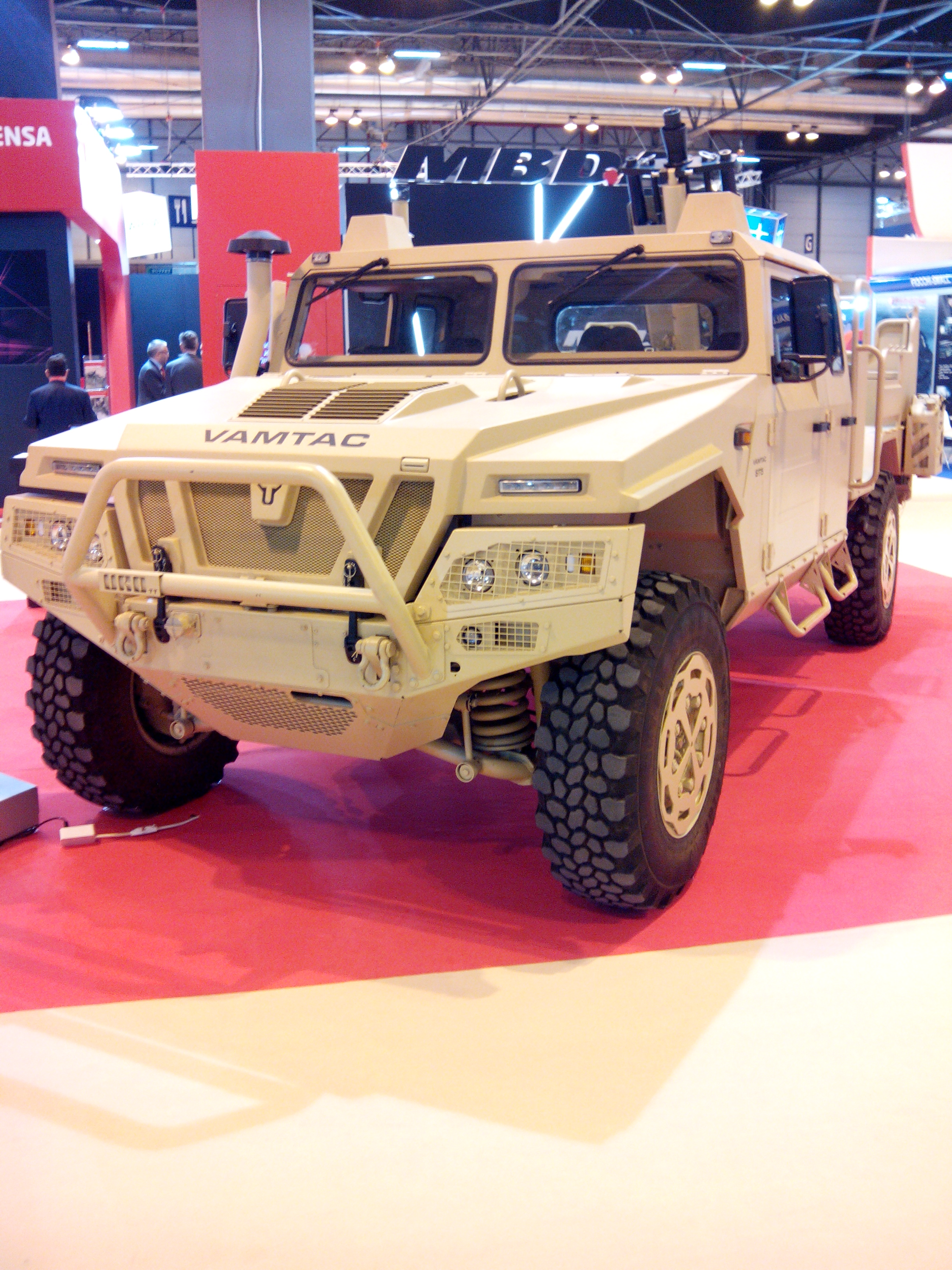
URO VAMTAC ST5

Dans les années 2010, le commandement a acheté un exemplaire du Jankel Fox LRPV, principalement pour tests.
Le Neton véhicule léger de reconnaissance pour forces spéciales a été vendu à 24 exemplaires à l'armée espagnole en 2020 pour les opérations spéciales sur la base du Toyota Hilux qui remplaceront ou complèteront les véhicules Lathar 1.0 de l'entreprise VT Proyectos qui était produit sur la base du Nissan Patrol ML-6. Les deux modèles sont semblables à l'AGF Serval.
En 2020, l'unité acquiert des véhicules Polaris MRZR LT-ATV légers pour des opérations par groupe de deux personnes ainsi que 10 véhicules supplémentaires URO VAMTAC ST5, qui porte à 20 ces véhicules en dotation dans l'unité. Fin 2022, l'unité a commandé des véhicules blindés TSD LMV, semblables aux Iveco VTLM Lince, mais de fabrication nationale et la même année des Corvus DX4.